# 권승리
권승리(1997년 4월 21일 ~ )는 대한민국의 축구 선수이다. 포지션은 수비수이다. 현재 K4리그의 고양 해피니스 FC 소속이다.